# アイシス (バンド)
アイシス（Isis）は、1997年にアメリカ合衆国マサチューセッツ州ボストンにて結成されたポストメタル・バンドである。
2010年に解散した。

## メンバー

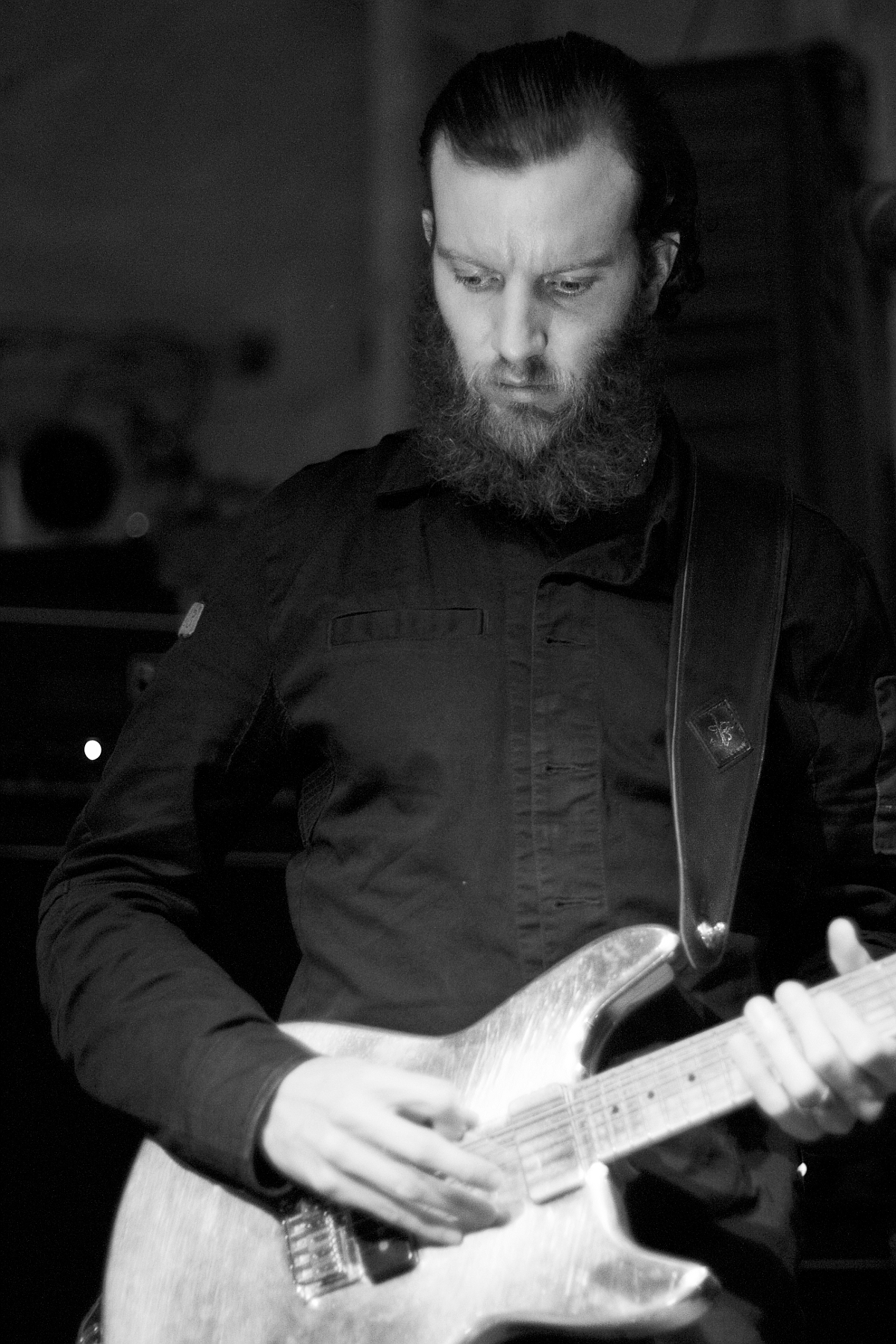
アーロン・ターナー

### 最終ラインナップ
- アーロン・ターナー (Aaron Turner) – ボーカル、ギター (1997年–2010年)
- ジェフ・カクサイド (Jeff Caxide) – ベース (1997年–2010年)
- アーロン・ハリス (Aaron Harris) – ドラム (1997年–2010年)
- マイケル・ギャラガー (Michael Gallagher) – ギター (1999年–2010年)
- ブライアント・クリフォード・マイヤー (Bryant Clifford Meyer) – エレクトロニクス、ギター、ボーカル (1999年–2010年)

### 旧メンバー
- クリス・メレシュク (Chris Mereschuk) – エレクトロニクス、ボーカル (1997年–1998年)
- ランディ・ラーセン (Randy Larsen) – ギター (1998年)
- ジェイ・ランドール (Jay Randall) – エレクトロニクス、ボーカル (1999年)

## ディスコグラフィ

### スタジオ・アルバム
- 『セレッシャル』 - Celestial (2000年) ※日本盤はEP『シグナル (SGNL›05)』を加えた2枚組で発売。旧邦題『セレスティアル』
- 『オーシャニック』 - Oceanic (2002年)
- 『パノプティコン』 - Panopticon (2004年)
- 『イン・ジ・アブセンス・オブ・トゥルース』 - In the Absence of Truth (2006年)
- 『ウェイヴァリング・レイディアント』 - Wavering Radiant (2009年)

### ライブ・アルバム
- Live I (2004年)
- Live II (2004年)
- Live III (2005年)
- Live IV (2006年)
- Live V (2009年)
- Live VI (2012年)
- Live VII (2017年)

### コンピレーション・アルバム
- 『オーシャニック・リミクシーズ / リインタープリテイションズ』 - Oceanic Remixes/Reinterpretations (2004年)
- Shades of the Swarm (2008年)
- 『ライヴ 1-6』 - Live I-VI (2012年)
- 『テンポラル』 - Temporal (2012年)